# NHL 1942/1943
Sezóna 1942/1943 byla 26. sezonou NHL. Vítězem Stanley Cupu se stal tým Detroit Red Wings. Před sezonou zanikl tým Brooklyn Americans, a tak se počet týmů snížil na 6. Tento počet vydržel až do roku 1967, kdy byl počet týmů v NHL zdvojnásoben. Tato éra se nazývá jako Original Six.
Snížení počtu týmů si vyžádalo také změnu hracího systému play off. Do něj nyní postupovaly čtyři nejlepší celky. V semifinále hrál první proti třetímu a druhý proti čtvrtému. Všechny série byly čtyřzápasové.

## Konečná tabulka základní části
| Tým                 | Z  | V  | P  | R  | B  | VG  | IG  |
| ------------------- | -- | -- | -- | -- | -- | --- | --- |
| Detroit Red Wings   | 50 | 25 | 14 | 11 | 61 | 169 | 124 |
| Boston Bruins       | 50 | 24 | 17 | 9  | 57 | 195 | 176 |
| Toronto Maple Leafs | 50 | 22 | 19 | 9  | 53 | 198 | 159 |
| Montreal Canadiens  | 50 | 19 | 19 | 12 | 50 | 181 | 191 |
| Chicago Black Hawks | 50 | 17 | 18 | 15 | 49 | 179 | 180 |
| New York Rangers    | 50 | 11 | 31 | 8  | 30 | 161 | 253 |

## Play off
|  | Semifinále | Semifinále          | Semifinále |  |  | Finále Stanley Cupu | Finále Stanley Cupu | Finále Stanley Cupu |
|  |            |                     |            |  |  |                     |                     |                     |
|  | 1          | Detroit Red Wings   | 4          |  |  |                     |                     |                     |
|  | 3          | Toronto Maple Leafs | 2          |  |  |                     |                     |                     |
|  |            |                     |            |  |  | 1                   | Detroit Red Wings   | 4                   |
|  |            |                     |            |  |  | 2                   | Boston Bruins       | 0                   |
|  | 2          | Boston Bruins       | 4          |  |  |                     |                     |                     |
|  | 4          | Montreal Canadiens  | 1          |  |  |                     |                     |                     |

## Ocenění
| O'Brien Trophy:            | Boston Bruins                     |
| Prince of Wales Trophy:    | Detroit Red Wings                 |
| Calder Memorial Trophy:    | Gaye Stewart, Toronto Maple Leafs |
| Hart Memorial Trophy:      | Bill Cowley, Boston Bruins        |
| Lady Byng Memorial Trophy: | Max Bentley, Chicago Black Hawks  |
| Vezina Trophy:             | Johnny Mowers, Detroit Red Wings  |